# Ефесус (Џорџија)
Ефесус (Џорџија) (енгл. Ephesus) град је у америчкој савезној држави Џорџија. По попису становништва из 2010. у њему је живело 427 становника.

## Демографија
Према попису становништва из 2010. у граду је живело 427 становника, што је 39 (10,1%) становника више него 2000. године.
| Група             | 2000.       | 2010.       |
| Белци             | 382 (98,5%) | 403 (94,4%) |
| Афроамериканци    | 3 (0,8%)    | 10 (2,3%)   |
| Азијати           | 0 (0,0%)    | 1 (0,2%)    |
| Хиспаноамериканци | 0 (0,0%)    | 8 (1,9%)    |
| Укупно            | 388         | 427         |